# Дунаевский, Владимир Аронович
Влади́мир Аро́нович Дунае́вский (6 декабря 1919, Екатеринослав — 5 августа 1998, Москва) — советский и российский историк, доктор исторических наук.

## Биография
Родился в Екатеринославе, откуда вместе с семьёй почти сразу переехал в Москву в связи с оккупацией города махновцами. Жил на улице Фурманова, учился в 59-й школе.
В 1937—1938 годах учился в Московском институте инженеров геодезии, аэрофотосъемки и картографии, в 1938—1941 годах — на историческом факультете Московского государственного университета.
Летом 1941 года добровольцем (был освобождён от призыва на воинскую службу по состоянию здоровья) вступил в народное ополчение, был распределён в 975-й артполк. Участвовал в боях под Москвой, в конце 1941 года был демобилизован по состоянию здоровья и отправлен в Ашхабад, куда был эвакуирован МГУ.
В 1942 году под руководством Алексея Леонтьевича Нарочницкого защитил дипломную работу по колониальному разделу Африки и сдал вступительные экзамены в аспирантуру по кафедре новой истории.
В августе 1942 года был отправлен в Свердловск, куда был переведён МГУ.
В январе 1943 года после медицинского переосвидетельствования был вновь призван в армию и направлен в Первое военно-пехотное училище в Тюмень. Участник Великой Отечественной войны. В сентябре был тяжело ранен под Запорожьем, перенёс несколько операций и был направлен в стационар в Тбилиси, где провёл зиму. Весной 1944 года переправился в Москву, где перенёс ещё одну операцию и наконец продолжил учёбу в аспирантуре МГУ.
В 1946—1947 годах был преподавателем кафедры всеобщей истории Высшей партийной школы при Центральном Комитете КПСС.
В октябре 1947 года под руководством Фёдора Потёмкина защитил кандидатскую диссертацию на тему «Борьба партий в Национальном собрании и выработка французской конституции 1875 года». Вскоре после этого вместе с семьёй переехал в Воронеж, где в 1947—1954 годах был доцентом кафедры всеобщей истории Воронежского государственного университета, в 1947—1949 годах — редактором многотиражной газеты «За научные кадры».
В 1954 году вернулся в Москву, где в 1954—1960 годах был главным библиографом Государственной библиотеки СССР им. В. И. Ленина.
В 1960—1962 годах снова работал на историко-филологическом факультете Воронежского государственного университета: был доцентом кафедры новой и новейшей истории.
В 1962—1990 годах работал в Институте истории АН СССР (с 1968 года — в Институте истории СССР): сначала младшим научным сотрудником, затем, после образования Научного совета по проблеме «История исторической науки» и отделения этого совета от сектора, старшим научным сотрудником, учёным секретарем и, наконец, заместителем председателя Научного совета.
В 1970 году защитил докторскую диссертацию на тему «Советская историография новой истории стран Запада. 1917—1941». В 1989 году получил звание профессора.
С 1985 года до своей смерти в 1998 году был профессором кафедры всеобщей истории Московском государственном открытом педагогическом институте, сначала по совместительству, а с 1990 года — на полной ставке, отказавшись от предложенной ему по возрасту должности консультанта в Институте истории СССР.
В 1995 году получил звание профессора Российской академии естественных наук по отделению военной истории и теории. В 1996 году был избран членом-корреспондентом РАЕН по отделению историографии и военных наук, а в 1997 году — её почётным академиком.
Был председателем Президиума совета ветеранов 8-й Краснопресненской дивизии Московского народного ополчения, членом Ассоциации европейских исследований.

### Личная жизнь
- Жена — историк Елена Викторовна Чистякова (1921—2005).
  - Сын — Леонид Владимирович Дунаевский.
    - Внук — Фёдор Дунаевский (род. 1969) — советский, российский и израильский актёр, предприниматель.

  - Дочь — Ольга Владимировна Дунаевская (род. 1953).

## Научная деятельность
Область научных интересов — историография всеобщей истории, биоисториография (Дунаевский написал серию очерков о выдающихся ученых-историках: Михаиле Алпатове, Борисе Вебере, Вячеславе Волгине, Николае Карееве, Евгении Косминском, Александре Молоке, Милице Нечкиной, Сергее Кане, Вениамине Хвостове и др.), Отечественная война 1812 года (анализ отдельных сражений, портреты участников и полководцев, изучение вклада народов России в борьбу с нашествием французов и др. Например, Дунаевский был ответственным редактором «Указателя советской литературы по Истории Отечественной войны 1812 года») и творческое наследие Евгения Тарле по этой теме (Дунаевский занимался им совместно с Евгением Чапкевичем: написал предисловие к книге Чапкевича «Евгений Викторович Тарле», работу (в соавторстве с Чапкевичем) «Тарле и литература», руководил сборником «Из литературного наследия Е. В. Тарле», издал монографию Тарле «Наполеон» и сопроводил её статьями «О наполеоновской историографии» и «Е. В. Тарле и его книга о Наполеоне», издал монографию Тарле «Талейран» и сопроводил её предисловием «Талейран: время и образ», издал монографию Тарле «Нашествие Наполеона на Россию» и сопроводил её статьями «Михаил Илларионович Кутузов — полководец и дипломат», «Вторжение Наполеона», «Москва в Отечественной войне 1812 года» и «Книга о наполеоновском походе в Россию», заметкой о книге Карла фон Клаузевица «1812 год» и послесловием (совместно с Чапкевичем) «Навеки в памяти народной»).
Является автором 10 монографий (часть — в соавторстве), 150 статей, 32 рецензии, 12 составительских сборников, 16 статей в Большой советской энциклопедии и Советской исторической энциклопедии. Был членом редколлегий 30 сборников, в том числе таких серий, как «Памятники исторической мысли», «История и историки» и др.

### Публикации
- Дунаевский В. А., В. З. Дробижев, Ю. С. Кукушкин, Н. Н. Покровский. История Советского общества в воспоминаниях современников. — Москва, 1958.
- Дунаевский В. А. Международное значение русской революции 1905–1907 годов / Под ред. Р. В. Петропавловского. — Москва, 1959. — 78 с.
- Дунаевский В. А., Поршнев Б. Ф. Изучение западноевропейского утопического социализма в советской историографии (1917–1963 гг.). — Москва: Наука, 1964.
- Дунаевский В. А. История международных отношений нового времени в советской историографии (1917 – середина 30-х гг.). — Москва: Наука, 1965.
- Дунаевский В. А. Парижская коммуна в трудах В. И. Ленина. — Москва: Знание, 1971.
- Дунаевский В. А. Советская историография новой истории стран Запада, 1917–1941 гг. — Москва: Наука, 1974. — 375 с.
- Дунаевский В. А., Кучеренко Г. С. Западноевропейский утопический социализм в работах советских историков. — 1981. — 328 с. — 2250 экз.
- Дунаевский В. А., Абалихин Б. С. Новое в изучении истории Отечественной войны 1812 года. — Москва: Знание, 1983. — 64 с. — 43 710 экз.
- Дунаевский В. А. О том, что незабываемо // В годы войны. Статьи и очерки. — Москва, 1985. — С. 52–56.
- Дунаевский В. А., Цфасман А. Б. Николай Михайлович Лукин / Отв. ред. И. С. Галкин. — Москва: Наука, 1987. — 192 с. — 11 600 экз.
- Дунаевский В. А., Абалихин Б. С. 1812 год на перекрестках мнений советских историков, 1917–1987 гг. / Отв. ред. А. Н. Сахаров. — Москва, 1990. — 243 с. — 1500 экз. — ISBN 5-02-009541-9.
- Дунаевский В. А. История Отечественной войны 1812 года / Отв. ред. В. А. Дунаевский. — Москва: Наука, 1992. — 249 с. — 650 экз. — ISBN 5-02-008657-6.
- Дунаевский В. А. Из воспоминаний профессора В. А. Дунаевского. О прошедшем // Москва военная. 1941–1945. Мемуары и архивные документы. — Москва, 1995. — С. 281–287.